# Нинга, Казимир
Родриг Казимир Нинга (фр. Rodrigue Casimir Ninga; 17 мая 1993, Нджамена, Чад) — чадский футболист, нападающий французского клуба «Кан», выступающий на правах аренды за «Сивасспор». Выступает за сборную Чада.

## Биография
Казимир Нинга родился 17 мая 1993 года в Нджамене, столице Чада в большой семье, состоящей из 5 братьев и 2 сестёр.
В 2018 году Нинга перешел в «Кан».

## Достижения
«Мангаспорт»
- Чемпион Габона (2) : 2013/14, 2015
- Лучший бомбардир чемпионата Габона: 2015